# Helius (Helius) panamensis lateralis
Helius (Helius) panamensis lateralis is een ondersoort van de tweevleugelige Helius (Helius) panamensis uit de familie steltmuggen (Limoniidae). De ondersoort komt voor in het Neotropisch gebied.